# Dalamchaur
Dalamchaur (nep. दलमचौर) – gaun wikas samiti w zachodniej części Nepalu w strefie Lumbini w dystrykcie Gulmi. Według nepalskiego spisu powszechnego z 2001 roku liczył on 635 gospodarstw domowych i 3044 mieszkańców (1672 kobiet i 1372 mężczyzn).